# 藤井重男
藤井 重男（1957年 - ）日立金属磁性材料研究所、アモルファス電子デバイス研究所、先端エレクトロニクス研究所開発室長。ミネソタ大学電子工学科客員研究員。
日本磁気学会会員。日本金属学会会員。

## 来歴
白河市生れ。京都大学大学院理学研究科化学専攻終了。博士(工学)。
宇都宮大学特任准教授（Science Director）

## 主な共編論文・公開特許
- 被覆金属微粒子及びその製造方法　w02006/100986
- 高抵抗CoBN/AlN多層膜の軟磁気特性　NII130004924314
- 被覆金属微粒子の粉末および磁気ビーズ　JP2008-81779A
- AIN-Al203複合のワイア及びその製造方法　JP2006-274460A
- 磁性金属微粒子の製造方法および磁性金属微粒子　JP4288674
- 細胞回収用磁気スタンドおよび細胞回収用キット　JP2010081915
- 核酸抽出方法、がん細胞検出方法および磁気ビーズ　JP2007-089563
- 磁性粒子含有薬剤キャリア及びそれを用いた治療装置　JP2009051752A
- 高磁化磁気ビーズを用いる血液資料からの核酸抽出方法　JP2007198940
- 磁気抵抗効果ヘッド/巨大磁気抵抗効果ヘッドの製造方法　JP2000339637A
- NiMnスピンバルブ膜の交換結合磁界に及ぼす成膜条件の影響　ISSN:1880-4004